# Шести Доктор
Шести Доктор је инкарнација Доктора, протагонисте британске научнофантастичне телевизијске серије Доктор Ху. Глумио га је глумац Колин Бејкер.
У оквиру приповедања серије, Доктор је вековима стар ванземаљац Временски господар са планете Галифреј који путује кроз време и простор у ТАРДИС-у, често са пратиоцима. На крају живота, Доктор се регенерисао па су се због тога физички изглед и личност Доктора променили. Бејкер приказује шесту такву инкарнацију: надмен и китњаст лик у одећи неусклађених јарких боја чија га дрска и често покровитељска личност издваја од свих његових претходних инкарнација. У регенерацији му претходи Пети Доктор (Питер Дејвисон), а следи га Седми (Силвестер Мекој).
Шести Доктор се појавио у три сезоне. Његово појављивање у првој од њих било је на крају последњег дела Пећина Андронзанија која је приказала регенерацију из Петог Доктора и након тога у следећем серијалу Недоумица близанаца на крају те сезоне. Ера Шестог Доктора обележена је одлуком контролора ББЦ-а Мајкла Грејда да серију стави на "паузу" од годину и по дана између 22. и 23. сезоне са само једном новом причом о Доктору Хуу Уназад снимљеном на радију током паузе емитованом у 6 делова (по 10 минута сваки) на ББЦ Радију 4 од 25. јула до 8. августа 1985. године, као део емисије дечијих часописа под називом Гусарски Радио 4. Колин Бејкер је био пријављен на четири године пошто је претходни глумац Питер Дејвисон отишао после само три године. Због свог изразито кратког времена на екрану, Шести Доктор се појавио са само два пратиоца, пре свега са америчком студенткињом Пери Браун (Никола Брајант) која је путовала са његовом претходном инкарнацијом, а после му се накратко придружила Мел Буш (Бони Ленгфорд), рачунарска техничарка из његове будућности коју је тек требало да упозна током суђења.
Пре одлагања, 23. сезона је била добро узнапредовала са епизодама које су већ направљене и у најмање једном случају дистрибуиране глумцима и продукцији. Поред Вашара кошмара, Врхунског зла, Задатка за Магнуса и Жуте грознице и како је излечити, преостале приче су још увек биле у изради у формату епизоде од 25 минута пошто је сезона одложена. Све су то одбачене са реконцепцијом сезоне средином 1985. године у корист приче од 14 епизода Суђење господару времена. Шести Доктор се такође појавио у специјалу Величине у времену. Ту су и романи и аудио драме са Шестим Доктором, а лик је више пута визуелно помињан у оживљеној продукцији серије из 2000-их.
Више од било које друге канонске инкарнације, осим Осмог Доктора, Шести Доктор је у великој мери проширен у медијима проширеног универзума, посебно у аудио причама које производи продукција "Big Finish". У ТМарјанској завери (2000), представљена је нова сапутница - др. Евелин Смајт, средовечна професорка историје на ивици обавезног пензионисања коју су оштар језик и неспремност да трпи Докторов став стално учили да обузда своје нељубазније склоности. Због овог утицаја, Шести Доктор је еволуирао у саосећајнији и допадљивији лик. Поред тога, почевши од веб преноса Стварног времена (2003), његов костим је ревидиран у монохроматску плаву варијанту која се од тада приказује на насловницама многих аудио прича.

## Биографија
Регенерација Шестог Доктора је у почетку била нестабилна и он је умало задавио Пери пре него што је дошао к себи. Схвативши шта је замало урадио, у почетку је размишљао о одласку у пустињачко постојање на планети Титан 3, али упада у догађаје на планети Јоканда након чега је наставио своја путовања (Недоумица близанаца). Сусрео се са многим старим непријатељима међу којима и Господаром, Далецима, Киберљудима и Сонтаранцима и чак је поделио пустоловину са сопственом другом инкарнацијом у Два Доктора. Такође се суочио са одметницом научницом Господара времена Рани која је спроводила огледе на људима користећи Лудите немире као параван.
Касније су Доктор и Пери слетели на упропашћену планету Раволокс за коју су открили да је заправо Земља, померајући се свемиром са разорним последицама. Пре него што су успели да открију разлог ове катастрофе, ТАРДИС је слетео на Торос Бету. Нејасно је шта се заправо овде догодило, али први извештаји указују да је Пери погинула пошто је окрутно искоришћена као огледни субјекат у огледима пресађивања мозга, а Доктор је извучен ван времена на свемирску станицу Господар времена где му је суђено за друго време од стране његовог рода Господара времена. У ствари, суђење је било заташкавање које је организовао Високи савет. Род из Андромеде је украо тајне Господара времена и сакрио се на Земљи тако да су Господари времена померили Земљу кроз свемир, спаливши површину у огромној ватреној кугли и оставили је као Раволокс. Испоставило се да је тужилац на том суђењу Долин могућа будућа зла инкарнација самог Доктора који је желео да му украде преостале животе. Такође је уређивао Матрикс снимке Докторових путовања. У стварности, Пери је преживела догађаје на Торос Бете. Догађаји на суђењу су мало замрсили Докторову временску линију док је одлазио у друштву Мел коју технички још није упознао.
Када су Рани напали ТАРДИС, Шести Доктор је некако повређен и регенерисан је у Седмог Доктора. Тачан узрок регенерације, међутим, никада није откривен на екрану.
Остарели Шести Доктор појавио се као један од „Чувара ивице“ у загробном животу, у Докторовом уму у последњем специјалу Тринаестог Доктора „Моћ Доктора“.

## После суђења, а пре регенерације у огранак медијима
Доктор Ху је стављен на паузу од годину и по дана након 23. сезоне, а од Колина Бејкера је затражено да се врати због једне приче која би довела до догађаја који би убрзао Докторову регенерацију. Пошто је одбио да то учини, постојале су границе у погледу онога што се може учинити на екрану у циљу преласка на новог Доктора када је серијал настављен Временом и Рани и било је других нерешених питања, као што су када и како су се Доктор и Мел заправо упознали. Разни аутори су покушавали да попуне ове приповедачке празнине.
У роману Нових невиних пустоловина Време твог живота стоји да је Доктор отишао у самонаметнуто изгнанство како би избегао да постане Долина. Господари времена су га намамили назад на путовање и регрутовали су Гранта Маркама као пратиоца. Иако је сада поново путовао, покушао је да избегне сусрет са Мел и регрутовао је друге пратиоце. Аудио снимци посебно приказују низ људи који се придружују Докторовим путовањима, међу којима и предавачица историје Евелин Смајт, "едвардијански пустолов" Чарли Полар (бивши пратилац Осмог Доктора кога је Шести спасио као део временског парадокса), продавачица Флип Џексон и ВРЕН разбијачица шифри Констанц Кларк. Роман Сенка у стаклу такође приказује Доктора који ради са својим старим пријатељем бригадиром Летбриџ-Стјуартом како би осујетио заверу за ослобађање Четвртог Рајха предвођеног тајним сином Адолфа Хитлера у тренутку када је Доктор путовао сам. Доктор је на крају случајно наишао на Мел током догађаја у роману ББЦ Књига Необичан посао и прихвата њену судбину када се она склони у ТАРДИС.
Новелизација Времена и Рани Пипа и Џејн Бејкер пружа први местимично кратак покушај да се објасни Докторова регенерација (конкретно, да је била покренута „бурним ударцима“ док су Рани напали ТАРДИС). Низ Нових невиних пустоловина указује да је Седми Доктор некако намерно убио Шестог јер није могао да постане главни планер и обмаљивач који је постала његова следећа инкарнација због страха да ће постати Долин. Роман ББЦ Књига и Ранијих Докторових пустоловина Спирална огреботина предлаже да је Шести Доктор умро због тога што је његова хронична енергија исцрпљена у сукобу са моћним пан-димензионалним ентитетом пре него што га је ухватио Ранин сноп. Незванични, у добротворне сврхе, роман Временски првак Крега Хинтона и Криса Мекеона ставља догађаје из Спиралне огреботине на алтернативну временску линију и чини од Шестог Доктора истоименог првака времена како би спасио Мел из канџи Господа времена Бога, Смрти. У овим догађајима, Доктор, преко ТАРДИС-ових телепатских кола исилио је сопствену регенерацију, а затим је отпутовао према Лакертији, постављајући догађаје Времена и Рани.
Године 2015. продукција "Big Finish" је објавила Шести Доктор: Последња пустоловина, аудио драму која приказује догађаје који су довели до смрти и регенерације Шестог Доктора. Према овом извештају, након низа сусрета са Долином током његовог живота који приказују како Долин враћа енергију након њихове последње битке, Шести Доктор је у суштини 'замењен' Долином који је посадио паразитска створења у ТАРДИС-овим телепатским круговима који су формирали везу са Доктором током његовог живота, заробљавајући последње фрагменте Докторове личности у Матриксу. Суочен са изгледом да ће Долин, који је већ заменио Докторову временску линију, тако да чак и Мел верује да је он одувек био Доктор, наставити да уради исту ствар сваком другом Господару Времена у историји, Шести Доктор шаље поруку из Матрикс у сопствену прошлост, преусмеравајући млађег Доктора да отпутује на планету Лакертија мало пре него што је Долин првобитно преузео његову временску линију. Због тога, млађи Доктор је изложен зрачењу које је смртоносно за Господаре времена, са његовом смрћу и каснијом регенерацијом у Седмог Доктора који убија паразите, спречавајући Долина да успе са својим планом јер је регенерација 'убила' везу са паразитима које је створио у Доктору, али и поставила темеље за догађаје Времена и Рани.

## Костим
Колин Бејкер је желео да обуче свог Доктора у црни сомот како би одражавао мрачнију личност свог лика. Продуцент Џон Нејтан-Тарнер се, међутим, одлучио за намерно „потпуно неукусан“ костим са супротстављеним бојама. Дизајнер Пат Годфри направио је неколико покушаја за које се сматрало да нису довољно неукусни пре него што је Нејтан-Тарнер коначно прихватио последњи као довољно блистав. Колин Бејкер је касније описао одећу као „прасак у фабрици дугиних боја“.
Шести Доктор носи гримизну карирану фрактуру са зеленим пачворком и жутим и ружичастим реверима преко беле кошуље са гримизним знацима питања извезеним у крагни (обележје програма од 1980.), прслук са сатом, велики кравату, жуте панталоне са црним пругама и смарагдно зелене глежњаче са краљевским наранџастим шпицама. Било је много варијанти прслука и кравате, а најраније су биле плетени браон прслук и тиркизна кравата. Прслук је промењен у бордо кариран, а у следећој причи појавила се нова гримизна кравата са крем-тачкама. „Будућа“ варијанта Шестог Доктора виђена на Хипериону III (23. сезона) носила је пругасти прслук и жуту кравату прошарану црним звездама. Бејкер је ансамблу додао беџ мачке. Током Бејкеровог наступа у позоришној представи Доктор Ху – Врхунска пустоловина, изворни капут је замењен сличним са шарлетном, плавом и љубичастом шемом боја.
У новије време, краљевско плава варијанта изворног костима је коришћена у огранак медијима. Прво коришћен у веб преносу у Стварном времену, због ограничене доступности боја у врсти коришћене анимације, касније се појавио на насловницама аудио драма продукције "Big Finish". У драми Цик-цак "Big Finish"-а, Доктор је приказан на насловној страни како носи сако и прслук од твида од браон и гримизне боје са кошуљом на плаво-беле пруге, заједно са тамноплавом лептир машном са гримизним мрљама, док глумећи тајно у Блечли парку 1944. након што је ТАРДИС постао неоперативан због чудног сигнала. Доктор поново облачи ову одећу, називајући је својим 'блечли твидом', када је посетио Русију 1947. у аудио драми Брзо сребро.

## Остала појављивања
- Слика Шестог Доктора појављује се међу осталим инкарнацијама у епизодама оживљене серије „Следећи Доктор“ (2008) и „Јданаести час“ (2010). Такође се појављује у „Дану Доктора“ (2013) користећи архивске снимке. Колин Бејкер се врати као Шести Доктор у специјалу „Моћ Доктора” (2022) као фрагмент Доктора поред претходних Доктора иако је остарио као део „Чувара ивице”.
- „Поправка са Сонтаранцима“, део дечјег телевизијског програма Џим ће то да среди.
- У Топ гиру (2. сезона, епизода 8), ТАРДИС Шестог Доктора се појављује на пробној стази, одвлачећи пажњу Киберчовека који покушава да подеси време круга у Hondi Civic. Доктор поставља време круга 1:43.

### Стрипови
Шести Доктор је представљен у бројним хваљеним стриповима које је нацртао Џон Риџвеј. Они су садржали визуелне приказе и приче чудне фантазијске природе, сличне Алиси у земљи чуда. Шести Доктор је био нешто мирнији и уздржанији него на телевизији. Сви ови стрипови су се појавили у часопису Доктор Ху 1980-их. Колин Бејкер је сам написао стрип из стрипа под називом Доба расула у коме Шести Доктор и Фробишер посећују старију варијанту Пери.